# Kelloggina brevivectis
Kelloggina brevivectis är en tvåvingeart som först beskrevs av Lutz 1920.  Kelloggina brevivectis ingår i släktet Kelloggina och familjen Blephariceridae. Inga underarter finns listade i Catalogue of Life.